# Heimefront Range

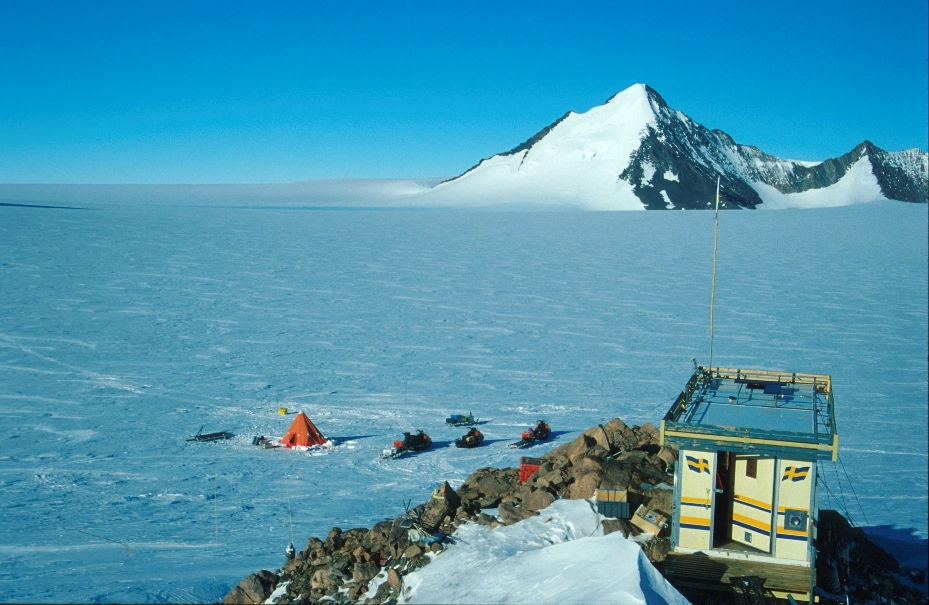
Szwedzka stacja badawcza Svea (2001)

Heimefront Range (norw. Heimefrontfjella)  – obszar górski ok. 80 km na zachód od Kirwan Escarpment na Ziemi Królowej Maud w Antarktydzie Wschodniej.
W dolinie Scharffenbergbotnen leży szwedzka stacja badawcza Svea.

## Nazwa
Nazwa gór upamiętnia Heimefronten – norweski ruch oporu przeciwko niemieckiej okupacji podczas II wojny światowej . 

## Geografia
Heimefront Range leży ok. 80 km na zachód od Kirwan Escarpment na Ziemi Królowej Maud w Antarktydzie Wschodniej . Rozciąga się przez ponad 100 km z północnego wschodu na południowy zachód .
Obejmuje następujące pasma (z północy na południe) : 
- Milorgfjella – kraniec północny[3]
- XU-fjella – w części północnej[4]
- Sivorgfjella – w części środkowej[5]
- Tottan Hills – w części południowo-zachodniej[6]

W dolinie Scharffenbergbotnen leży szwedzka stacja badawcza Svea .

## Historia
Góry zostały odkryte i sfotografowane przez norwesko-brytyjsko-szwedzką ekspedycję antarktyczną podczas zwiadu powietrznego w styczniu 1952 roku .